# 가가미이시정
가가미이시정(일본어: 鏡石町 가가미이시마치[*])은 일본 후쿠시마현 이와세군의 정이다.

## 인접한 자치체
- 스카가와시
- 이와세군 덴에이촌
- 니시시라카와군 야부키정
- 이시카와군 다마카와촌

## 역사
- 1889년 - 정촌제 시행으로 가가미다촌, 가사이시촌, 나리타촌, 규라이시촌이 합병해 가가미이시촌이 성립하였다.
- 1962년 - 정으로 승격해 가가미이시정이 되었다.

## 인구
| 연도 | 인구   | ±%     |
| ---- | ------ | ------ |
| 1920 | 3,970  | —      |
| 1930 | 4,611  | +16.1% |
| 1940 | 5,019  | +8.8%  |
| 1950 | 8,246  | +64.3% |
| 1960 | 8,694  | +5.4%  |
| 1970 | 9,278  | +6.7%  |
| 1980 | 11,437 | +23.3% |
| 1990 | 12,130 | +6.1%  |
| 2000 | 12,743 | +5.1%  |
| 2010 | 12,815 | +0.6%  |

## 교통

### 철도
- 동일본 여객철도 도호쿠 본선

### 도로
- 도호쿠 자동차도
- 국도 4호선
- 국도 118호선